# Freedom - Oltre il confine
Freedom - Oltre il confine è un programma televisivo italiano di genere divulgativo, documentaristico e storico, in onda in prima serata dal 20 dicembre 2018, ideato e condotto da Roberto Giacobbo. Viene trasmesso su Rete 4 dal 20 dicembre 2018 al 9 luglio 2019 e dal 7 settembre 2024, mentre dall'11 settembre 2020 al 5 febbraio 2024 è stato trasmesso su Italia 1.

## Il programma
Il programma, ideato e condotto da Roberto Giacobbo e narrato da Riccardo Mei, è realizzato da Contenuti Productions & Media e oltre a mantenere il format legato ai viaggi, tratta i temi legati alla divulgazione scientifica, archeologica e storica, proponendo documentari e interviste.

## Edizioni
| Edizione | Anno      | Rete televisiva | Conduzione       | Narrazione   | Periodo           | Periodo          | Puntate | Regia      | Regia           | Regia              |
| Edizione | Anno      | Rete televisiva | Conduzione       | Narrazione   | Inizio            | Fine             | Puntate | Regia      | Regia           | Regia              |
| -------- | --------- | --------------- | ---------------- | ------------ | ----------------- | ---------------- | ------- | ---------- | --------------- | ------------------ |
| 1ª       | 2018-2019 | Rete 4          | Roberto Giacobbo | Riccardo Mei | 20 dicembre 2018  | 14 febbraio 2019 | 16      | Ico Fedeli | Paolo Parisotto | Francesco Anzalone |
| 1ª       | 2019      | Rete 4          | Roberto Giacobbo | Riccardo Mei | 22 maggio 2019    | 9 luglio 2019    | 16      | Ico Fedeli | Paolo Parisotto | Francesco Anzalone |
| 2ª       | 2020-2021 | Italia 1        | Roberto Giacobbo | Riccardo Mei | 11 settembre 2020 | 26 febbraio 2021 | 23      | Ico Fedeli | Paolo Parisotto | Francesco Anzalone |
| 3ª       | 2021-2022 | Italia 1        | Roberto Giacobbo | Riccardo Mei | 19 dicembre 2021  | 21 marzo 2022    | 14      | Ico Fedeli | Paolo Parisotto | Francesco Anzalone |
| 4ª       | 2023      | Italia 1        | Roberto Giacobbo | Riccardo Mei | 13 febbraio 2023  | 8 maggio 2023    | 13      | Ico Fedeli | Paolo Parisotto | Francesco Anzalone |
| 5ª       | 2024      | Italia 1        | Roberto Giacobbo | Riccardo Mei | 15 gennaio 2024   | 5 febbraio 2024  | 4       | Ico Fedeli | Paolo Parisotto | Francesco Anzalone |
| 6ª       | 2024      | Rete 4          | Roberto Giacobbo | Riccardo Mei | 7 settembre 2024  | 12 ottobre 2024  | 6       | Ico Fedeli | Paolo Parisotto | Francesco Anzalone |
| 7ª       | 2025      | Rete 4          | Roberto Giacobbo | Riccardo Mei | 29 giugno 2025    | in corso         | 8       | Ico Fedeli | Paolo Parisotto | Francesco Anzalone |

## Puntate e ascolti

### Prima edizione (2018-2019)
Prima parte (2018-2019)
La prima parte della prima edizione di Freedom - Oltre il confine è andata in onda ogni giovedì in prima serata su Rete 4 dal 20 dicembre 2018 al 14 febbraio 2019 per otto puntate con la conduzione di Roberto Giacobbo.
| Puntata | Messa in onda    | Ascolti        | Ascolti | Ascolti |
| Puntata | Messa in onda    | Telespettatori | Share   | Fonte   |
| ------- | ---------------- | -------------- | ------- | ------- |
| 1       | 20 dicembre 2018 | 1 237 000      | 6,05%   | [ 11 ]  |
| 2       | 27 dicembre 2018 | 1 379 000      | 6,41%   | [ 12 ]  |
| 3       | 3 gennaio 2019   | 1 398 000      | 6,66%   | [ 13 ]  |
| 4       | 10 gennaio 2019  | 1 276 000      | 5,78%   | [ 14 ]  |
| 5       | 17 gennaio 2019  | 1 257 000      | 5,78%   | [ 15 ]  |
| 6       | 24 gennaio 2019  | 918 000        | 4,00%   | [ 16 ]  |
| 7       | 31 gennaio 2019  | 1 044 000      | 4,38%   | [ 17 ]  |
| 8       | 14 febbraio 2019 | 999 000        | 4,72%   | [ 18 ]  |

Seconda parte (2019)
La seconda parte della prima edizione di Freedom - Oltre il confine è andata in onda in prima serata su Rete 4 dal 22 maggio al 9 luglio 2019 per otto puntate con la conduzione di Roberto Giacobbo, nelle serate del mercoledì (solamente per le prime due puntate) e del martedì (dalla terza all'ottava puntata).
| Puntata | Messa in onda  | Ascolti        | Ascolti | Ascolti |
| Puntata | Messa in onda  | Telespettatori | Share   | Fonte   |
| ------- | -------------- | -------------- | ------- | ------- |
| 1       | 22 maggio 2019 | 1 000 000      | 5,00%   | [ 21 ]  |
| 2       | 29 maggio 2019 | 1 042 000      | 4,93%   | [ 22 ]  |
| 3       | 4 giugno 2019  | 1 005 000      | 4,94%   | [ 23 ]  |
| 4       | 11 giugno 2019 | 1 045 000      | 5,30%   | [ 24 ]  |
| 5       | 18 giugno 2019 | 1 049 000      | 5,50%   | [ 25 ]  |
| 6       | 25 giugno 2019 | 1 087 000      | 6,10%   | [ 26 ]  |
| 7       | 2 luglio 2019  | 1 072 000      | 6,30%   | [ 27 ]  |
| 8       | 9 luglio 2019  | 1 173 000      | 7,00%   | [ 28 ]  |

### Seconda edizione (2020-2021)
La seconda edizione di Freedom - Oltre il confine è andata in onda ogni venerdì in prima serata su Italia 1 dall'11 settembre 2020 al 26 febbraio 2021 per ventitré puntate con la conduzione di Roberto Giacobbo. L'edizione è stata trasmessa con le prime quindici puntate fino al 18 dicembre 2020, per poi tornare in onda dopo la pausa natalizia con altre otto puntate dall'8 gennaio al 26 febbraio 2021.
| Puntata | Messa in onda     | Ascolti        | Ascolti | Ascolti |
| Puntata | Messa in onda     | Telespettatori | Share   | Fonte   |
| ------- | ----------------- | -------------- | ------- | ------- |
| 1       | 11 settembre 2020 | 874 000        | 5,28%   | [ 32 ]  |
| 2       | 18 settembre 2020 | 824 000        | 4,73%   | [ 33 ]  |
| 3       | 25 settembre 2020 | 1 047 000      | 5,50%   | [ 34 ]  |
| 4       | 2 ottobre 2020    | 811 000        | 4,30%   | [ 35 ]  |
| 5       | 9 ottobre 2020    | 843 000        | 4,41%   | [ 36 ]  |
| 6       | 16 ottobre 2020   | 1 120 000      | 5,57%   | [ 37 ]  |
| 7       | 23 ottobre 2020   | 950 000        | 4,60%   | [ 38 ]  |
| 8       | 30 ottobre 2020   | 1 255 000      | 6,20%   | [ 39 ]  |
| 9       | 6 novembre 2020   | 1 181 000      | 5,60%   | [ 40 ]  |
| 10      | 13 novembre 2020  | 1 253 000      | 5,90%   | [ 41 ]  |
| 11      | 20 novembre 2020  | 1 145 000      | 5,30%   | [ 42 ]  |
| 12      | 27 novembre 2020  | 1 347 000      | 6,20%   | [ 43 ]  |
| 13      | 4 dicembre 2020   | 1 202 000      | 5,65%   | [ 44 ]  |
| 14      | 11 dicembre 2020  | 1 267 000      | 5,80%   | [ 45 ]  |
| 15      | 18 dicembre 2020  | 1 170 000      | 5,50%   | [ 46 ]  |
| 16      | 8 gennaio 2021    | 1 418 000      | 6,70%   | [ 47 ]  |
| 17      | 15 gennaio 2021   | 1 096 000      | 5,30%   | [ 48 ]  |
| 18      | 22 gennaio 2021   | 1 237 000      | 5,90%   | [ 49 ]  |
| 19      | 29 gennaio 2021   | 1 104 000      | 5,30%   | [ 50 ]  |
| 20      | 5 febbraio 2021   | 1 084 000      | 5,10%   | [ 51 ]  |
| 21      | 12 febbraio 2021  | 1 144 000      | 5,40%   | [ 52 ]  |
| 22      | 19 febbraio 2021  | 1 013 000      | 5,10%   | [ 53 ]  |
| 23      | 26 febbraio 2021  | 930 000        | 4,50%   | [ 54 ]  |

### Terza edizione (2021-2022)
La terza edizione di Freedom - Oltre il confine è andata in onda in prima serata su Italia 1, alla domenica (solo per le prime tre puntate) o al lunedì (dalla quarta alla quattordicesima puntata), dal 19 dicembre 2021 al 21 marzo 2022 per quattordici puntate sempre con la conduzione di Roberto Giacobbo.
| Puntata | Messa in onda    | Ascolti        | Ascolti | Ascolti |
| Puntata | Messa in onda    | Telespettatori | Share   | Fonte   |
| ------- | ---------------- | -------------- | ------- | ------- |
| 1       | 19 dicembre 2021 | 900 000        | 4,60%   | [ 56 ]  |
| 2       | 26 dicembre 2021 | 859 000        | 4,80%   | [ 57 ]  |
| 3       | 2 gennaio 2022   | 1 027 000      | 5,40%   | [ 58 ]  |
| 4       | 10 gennaio 2022  | 935 000        | 4,40%   | [ 59 ]  |
| 5       | 17 gennaio 2022  | 961 000        | 4,48%   | [ 60 ]  |
| 6       | 24 gennaio 2022  | 945 000        | 4,30%   | [ 61 ]  |
| 7       | 31 gennaio 2022  | 782 000        | 4,00%   | [ 62 ]  |
| 8       | 7 febbraio 2022  | 987 000        | 4,60%   | [ 63 ]  |
| 9       | 14 febbraio 2022 | 850 000        | 4,10%   | [ 64 ]  |
| 10      | 21 febbraio 2022 | 911 000        | 4,20%   | [ 65 ]  |
| 11      | 28 febbraio 2022 | 909 000        | 4,30%   | [ 66 ]  |
| 12      | 7 marzo 2022     | 1 026 000      | 5,00%   | [ 67 ]  |
| 13      | 14 marzo 2022    | 985 000        | 4,72%   | [ 68 ]  |
| 14      | 21 marzo 2022    | 846 000        | 4,22%   | [ 69 ]  |

### Quarta edizione (2023)
La quarta edizione di Freedom - Oltre il confine è andata in onda ogni lunedì in prima serata su Italia 1 dal 13 febbraio all'8 maggio 2023 per tredici puntate sempre con la conduzione di Roberto Giacobbo.
| Puntata | Messa in onda    | Ascolti        | Ascolti | Ascolti |
| Puntata | Messa in onda    | Telespettatori | Share   | Fonte   |
| ------- | ---------------- | -------------- | ------- | ------- |
| 1       | 13 febbraio 2023 | 765 000        | 4,33%   | [ 71 ]  |
| 2       | 20 febbraio 2023 | 913 000        | 5,25%   | [ 72 ]  |
| 3       | 27 febbraio 2023 | 876 000        | 4,88%   | [ 73 ]  |
| 4       | 6 marzo 2023     | 928 000        | 5,48%   | [ 74 ]  |
| 5       | 13 marzo 2023    | 834 000        | 5,10%   | [ 75 ]  |
| 6       | 20 marzo 2023    | 844 000        | 5,23%   | [ 76 ]  |
| 7       | 27 marzo 2023    | 881 000        | 4,96%   | [ 77 ]  |
| 8       | 3 aprile 2023    | 814 000        | 4,80%   | [ 78 ]  |
| 9       | 10 aprile 2023   | 949 000        | 6,30%   | [ 79 ]  |
| 10      | 17 aprile 2023   | 785 000        | 4,72%   | [ 80 ]  |
| 11      | 24 aprile 2023   | 802 000        | 5,00%   | [ 81 ]  |
| 12      | 1º maggio 2023   | 970 000        | 6,20%   | [ 82 ]  |
| 13      | 8 maggio 2023    | 787 000        | 4,95%   | [ 83 ]  |

### Quinta edizione (2024)
La quinta edizione di Freedom - Oltre il confine è andata in onda ogni lunedì in prima serata su Italia 1 dal 15 gennaio al 5 febbraio 2024 per quattro puntate sempre con la conduzione di Roberto Giacobbo.
| Puntata | Messa in onda   | Ascolti        | Ascolti | Ascolti |
| Puntata | Messa in onda   | Telespettatori | Share   | Fonte   |
| ------- | --------------- | -------------- | ------- | ------- |
| 1       | 15 gennaio 2024 | 820 000        | 5,01%   | [ 86 ]  |
| 2       | 22 gennaio 2024 | 791 000        | 4,88%   | [ 87 ]  |
| 3       | 29 gennaio 2024 | 837 000        | 5,22%   | [ 88 ]  |
| 4       | 5 febbraio 2024 | 836 000        | 5,22%   | [ 89 ]  |

### Sesta edizione (2024)
La sesta edizione di Freedom - Oltre il confine è andata in onda ogni sabato in prima serata su Rete 4 dal 7 settembre al 12 ottobre 2024 per sei puntate sempre con la conduzione di Roberto Giacobbo.
| Puntata | Messa in onda     | Ascolti        | Ascolti | Ascolti |
| Puntata | Messa in onda     | Telespettatori | Share   | Fonte   |
| ------- | ----------------- | -------------- | ------- | ------- |
| 1       | 7 settembre 2024  | 493 000        | 4,30%   | [ 93 ]  |
| 2       | 14 settembre 2024 | 595 000        | 4,49%   | [ 94 ]  |
| 3       | 21 settembre 2024 | 533 000        | 3,97%   | [ 95 ]  |
| 4       | 28 settembre 2024 | 405 000        | 2,89%   | [ 96 ]  |
| 5       | 5 ottobre 2024    | 451 000        | 3,11%   | [ 97 ]  |
| 6       | 12 ottobre 2024   | 349 000        | 2,77%   | [ 98 ]  |

### Settima edizione (2025)
La settima edizione di Freedom - Oltre il confine va in onda ogni domenica (ad eccezione dell'ottava puntata, trasmessa di martedì per lasciare spazio a uno speciale di Zona bianca condotto da Giuseppe Brindisi, dedicato all'omaggio a Pippo Baudo) in prima serata su Rete 4 dal 29 giugno 2025 per nove puntate sempre con la conduzione di Roberto Giacobbo.
| Puntata | Messa in onda  | Ascolti        | Ascolti | Ascolti |
| Puntata | Messa in onda  | Telespettatori | Share   | Fonte   |
| ------- | -------------- | -------------- | ------- | ------- |
| 1       | 29 giugno 2025 | 450 000        | 3,90%   | [ 103 ] |
| 2       | 6 luglio 2025  | 628 000        | 5,30%   | [ 104 ] |
| 3       | 13 luglio 2025 | 520 000        | 4,10%   | [ 105 ] |
| 4       | 20 luglio 2025 | 590 000        | 5,10%   | [ 106 ] |
| 5       | 27 luglio 2025 | 627 000        | 5,40%   | [ 107 ] |
| 6       | 3 agosto 2025  | 638 000        | 5,80%   | [ 108 ] |
| 7       | 10 agosto 2025 | 567 000        | 5,70%   | [ 109 ] |
| 8       | 19 agosto 2025 | 605 000        | 5,50%   | [ 110 ] |

## Programmazione
| Edizione | Rete televisiva | Anno      | Stagione          | Programmazione | Programmazione | Programmazione | Programmazione | Programmazione | Programmazione | Programmazione | Collocazione |
| Edizione | Rete televisiva | Anno      | Stagione          | L              | M              | M              | G              | V              | S              | D              | Collocazione |
| -------- | --------------- | --------- | ----------------- | -------------- | -------------- | -------------- | -------------- | -------------- | -------------- | -------------- | ------------ |
| 1ª       | Rete 4          | 2018-2019 | inverno           |                |                |                |                |                |                |                | prima serata |
| 1ª       | Rete 4          | 2019      | primavera-estate  |                |                |                |                |                |                |                | prima serata |
| 2ª       | Italia 1        | 2020-2021 | autunno-inverno   |                |                |                |                |                |                |                | prima serata |
| 3ª       | Italia 1        | 2021-2022 | inverno           |                |                |                |                |                |                |                | prima serata |
| 4ª       | Italia 1        | 2023      | inverno-primavera |                |                |                |                |                |                |                | prima serata |
| 5ª       | Italia 1        | 2024      | inverno           |                |                |                |                |                |                |                | prima serata |
| 6ª       | Rete 4          | 2024      | estate-autunno    |                |                |                |                |                |                |                | prima serata |
| 7ª       | Rete 4          | 2025      | estate            |                |                |                |                |                |                |                | prima serata |

## Programmi derivati

### Freedom - Day-time
Freedom - Day-time andò in onda su Rete 4 dal 22 dicembre 2018 al 16 febbraio 2019, con la conduzione di Roberto Giacobbo. Si tratta di una raccolta dei momenti principali della puntata serale con aggiunta di parti inedite.
Edizioni
| Edizione | Anno      | Rete televisiva | Conduzione       | Narrazione   | Periodo          | Periodo          | Puntate | Regia      | Regia           | Regia              |
| Edizione | Anno      | Rete televisiva | Conduzione       | Narrazione   | Inizio           | Fine             | Puntate | Regia      | Regia           | Regia              |
| -------- | --------- | --------------- | ---------------- | ------------ | ---------------- | ---------------- | ------- | ---------- | --------------- | ------------------ |
| 1ª       | 2018-2019 | Rete 4          | Roberto Giacobbo | Riccardo Mei | 22 dicembre 2018 | 16 febbraio 2019 | 8       | Ico Fedeli | Paolo Parisotto | Francesco Anzalone |

Prima edizione (2018-2019)
La prima edizione di Freedom - Day-time è andata in onda ogni sabato alle 15:30 su Rete 4 dal 22 dicembre 2018 al 16 febbraio 2019 per otto puntate con la conduzione di Roberto Giacobbo.
| Puntata | Messa in onda    | Ascolti        | Ascolti | Ascolti |
| Puntata | Messa in onda    | Telespettatori | Share   | Fonte   |
| ------- | ---------------- | -------------- | ------- | ------- |
| 1       | 22 dicembre 2018 | 381 000        | 2,80%   | [ 111 ] |
| 2       | 29 dicembre 2018 | 503 000        | 3,70%   | [ 112 ] |
| 3       | 5 gennaio 2019   | 514 000        | 3,80%   | [ 113 ] |
| 4       | 12 gennaio 2019  | 470 000        | 3,30%   | [ 114 ] |
| 5       | 19 gennaio 2019  | 531 000        | 3,69%   | [ 115 ] |
| 6       | 26 gennaio 2019  | 482 000        | 3,30%   | [ 116 ] |
| 7       | 2 febbraio 2019  | 525 000        | 3,30%   | [ 117 ] |
| 8       | 16 febbraio 2019 | 412 000        | 3,20%   | [ 118 ] |

Programmazione
| Edizione | Rete televisiva | Anno      | Stagione | Programmazione | Programmazione | Programmazione | Programmazione | Programmazione | Programmazione | Programmazione | Collocazione |
| Edizione | Rete televisiva | Anno      | Stagione | L              | M              | M              | G              | V              | S              | D              | Collocazione |
| -------- | --------------- | --------- | -------- | -------------- | -------------- | -------------- | -------------- | -------------- | -------------- | -------------- | ------------ |
| 1ª       | Rete 4          | 2018-2019 | inverno  |                |                |                |                |                |                |                | day-time     |

### Freedom - Top ten
Freedom - Top ten andò in onda su Rete 4, dove venivano riproposti i migliori servizi del programma.

### Freedom Short
Freedom Short in onda su Italia 1, dove vengono riproposti i migliori servizi del programma.

### Freedom Pills
Freedom Pills in onda su Italia 1, dove vengono riproposti brevi servizi del programma.

### Freedom - Best of
Freedom - Best of, dedicato ai migliori momenti del programma, andò in onda in prima serata su Rete 4 dal 28 giugno al 26 luglio 2020, con la conduzione di Roberto Giacobbo.
Edizioni
| Edizione | Anno | Rete televisiva | Conduzione       | Narrazione   | Periodo        | Periodo        | Puntate | Regia      | Regia           | Regia              |
| Edizione | Anno | Rete televisiva | Conduzione       | Narrazione   | Inizio         | Fine           | Puntate | Regia      | Regia           | Regia              |
| -------- | ---- | --------------- | ---------------- | ------------ | -------------- | -------------- | ------- | ---------- | --------------- | ------------------ |
| 1ª       | 2020 | Rete 4          | Roberto Giacobbo | Riccardo Mei | 28 giugno 2020 | 26 luglio 2020 | 5       | Ico Fedeli | Paolo Parisotto | Francesco Anzalone |

Prima edizione (2020)
La prima edizione di Freedom - Best of è andata in onda ogni domenica in prima serata su Rete 4 dal 28 giugno al 26 luglio 2020 per cinque puntate con la conduzione di Roberto Giacobbo.
| Puntata | Messa in onda  | Ascolti        | Ascolti | Ascolti |
| Puntata | Messa in onda  | Telespettatori | Share   | Fonte   |
| ------- | -------------- | -------------- | ------- | ------- |
| 1       | 28 giugno 2020 | 782 000        | 4,40%   | [ 119 ] |
| 2       | 5 luglio 2020  | 783 000        | 4,60%   | [ 120 ] |
| 3       | 12 luglio 2020 | 674 000        | 4,00%   | [ 121 ] |
| 4       | 19 luglio 2020 | 739 000        | 4,30%   | [ 122 ] |
| 5       | 26 luglio 2020 | 645 000        | 3,90%   | [ 123 ] |

Programmazione
| Edizione | Rete televisiva | Anno | Stagione | Programmazione | Programmazione | Programmazione | Programmazione | Programmazione | Programmazione | Programmazione | Collocazione |
| Edizione | Rete televisiva | Anno | Stagione | L              | M              | M              | G              | V              | S              | D              | Collocazione |
| -------- | --------------- | ---- | -------- | -------------- | -------------- | -------------- | -------------- | -------------- | -------------- | -------------- | ------------ |
| 1ª       | Rete 4          | 2020 | estate   |                |                |                |                |                |                |                | Prima serata |

### Gli album di Freedom
Gli album di Freedom, dedicato ai migliori momenti del programma, andò in onda in prima serata su Italia 1 dal 16 aprile 2021 al 16 aprile 2022 con la conduzione di Roberto Giacobbo.
Edizioni
| Edizione | Anno | Rete televisiva | Conduzione       | Narrazione   | Periodo        | Periodo        | Puntate | Regia      | Regia           | Regia              |
| Edizione | Anno | Rete televisiva | Conduzione       | Narrazione   | Inizio         | Fine           | Puntate | Regia      | Regia           | Regia              |
| -------- | ---- | --------------- | ---------------- | ------------ | -------------- | -------------- | ------- | ---------- | --------------- | ------------------ |
| 1ª       | 2021 | Italia 1        | Roberto Giacobbo | Riccardo Mei | 16 aprile 2021 | 12 luglio 2021 | 7       | Ico Fedeli | Paolo Parisotto | Francesco Anzalone |
| 2ª       | 2022 | Italia 1        | Roberto Giacobbo | Riccardo Mei | 19 marzo 2022  | 16 aprile 2022 | 5       | Ico Fedeli | Paolo Parisotto | Francesco Anzalone |

Prima edizione (2021)
La prima edizione de Gli album di Freedom è andata in onda in prima serata su Italia 1, per le prime cinque puntate dal 16 aprile al 13 maggio 2021 e per altre due puntate trasmesse il 5 e il 12 luglio, in totale per sette puntate con la conduzione di Roberto Giacobbo. Le prime tre puntate sono state trasmesse di venerdì, la quarta e la quinta puntata sono state spostate al giovedì, mentre le ultime due puntate sono state spostate al lunedì.
| Puntata | Messa in onda  | Titolo della puntata         | Ascolti        | Ascolti | Ascolti |
| Puntata | Messa in onda  | Titolo della puntata         | Telespettatori | Share   | Fonte   |
| ------- | -------------- | ---------------------------- | -------------- | ------- | ------- |
| 1       | 16 aprile 2021 | La notte dei templari        | 790 000        | 3,60%   | [ 126 ] |
| 2       | 23 aprile 2021 | Italia speciale - parte 1    | 795 000        | 3,80%   | [ 127 ] |
| 3       | 30 aprile 2021 | Il mito U.S.A.               | 824 000        | 3,90%   | [ 128 ] |
| 4       | 6 maggio 2021  | Scoperte e permessi speciali | 781 000        | 4,00%   | [ 129 ] |
| 5       | 13 maggio 2021 | I mondi sotterranei          | 862 000        | 4,40%   | [ 130 ] |
| 6       | 5 luglio 2021  | Italia speciale - parte 2    | 635 000        | 3,70%   | [ 131 ] |
| 7       | 12 luglio 2021 | Super Egitto                 | 620 000        | 3,90%   | [ 132 ] |

Seconda edizione (2022)
La seconda edizione de Gli album di Freedom è andata in onda ogni sabato in prima serata su Italia 1 dal 19 marzo al 16 aprile 2022 per cinque puntate con la conduzione di Roberto Giacobbo.
| Puntata | Messa in onda  | Titolo della puntata          | Ascolti        | Ascolti | Ascolti |
| Puntata | Messa in onda  | Titolo della puntata          | Telespettatori | Share   | Fonte   |
| ------- | -------------- | ----------------------------- | -------------- | ------- | ------- |
| 1       | 19 marzo 2022  | Misteri irrisolti             | 885 000        | 4,70%   | [ 135 ] |
| 2       | 26 marzo 2022  | Egitto segreto                | 741 000        | 4,30%   | [ 136 ] |
| 3       | 2 aprile 2022  | Viaggio tra fede e mistero    | 808 000        | 4,90%   | [ 137 ] |
| 4       | 9 aprile 2022  | Misteri insondabili - parte 1 | 602 000        | 4,10%   | [ 138 ] |
| 5       | 16 aprile 2022 | Misteri insondabili - parte 2 | 605 000        | 3,30%   | [ 139 ] |

Programmazione
| Edizione | Rete televisiva | Anno | Stagione          | Programmazione | Programmazione | Programmazione | Programmazione | Programmazione | Programmazione | Programmazione | Collocazione |
| Edizione | Rete televisiva | Anno | Stagione          | L              | M              | M              | G              | V              | S              | D              | Collocazione |
| -------- | --------------- | ---- | ----------------- | -------------- | -------------- | -------------- | -------------- | -------------- | -------------- | -------------- | ------------ |
| 1ª       | Italia 1        | 2021 | primavera-estate  |                |                |                |                |                |                |                | prima serata |
| 2ª       | Italia 1        | 2022 | inverno-primavera |                |                |                |                |                |                |                | prima serata |

### Freedom Summer
Freedom Summer, dedicato ai migliori momenti del programma, andò in onda in prima serata su Italia 1 dal 5 luglio al 23 agosto 2023 con la conduzione di Roberto Giacobbo.
Edizioni
| Edizione | Anno | Rete televisiva | Conduzione       | Narrazione   | Periodo       | Periodo        | Puntate | Regia      | Regia           | Regia              |
| Edizione | Anno | Rete televisiva | Conduzione       | Narrazione   | Inizio        | Fine           | Puntate | Regia      | Regia           | Regia              |
| -------- | ---- | --------------- | ---------------- | ------------ | ------------- | -------------- | ------- | ---------- | --------------- | ------------------ |
| 1ª       | 2023 | Italia 1        | Roberto Giacobbo | Riccardo Mei | 5 luglio 2023 | 23 agosto 2023 | 8       | Ico Fedeli | Paolo Parisotto | Francesco Anzalone |

Prima edizione (2023)
La prima edizione di Freedom Summer è andata in onda ogni mercoledì in prima serata su Italia 1 dal 5 luglio al 23 agosto 2023 per otto puntate con la conduzione di Roberto Giacobbo.
| Puntata | Messa in onda  | Ascolti        | Ascolti | Ascolti |
| Puntata | Messa in onda  | Telespettatori | Share   | Fonte   |
| ------- | -------------- | -------------- | ------- | ------- |
| 1       | 5 luglio 2023  | 636 000        | 4,80%   | [ 142 ] |
| 2       | 12 luglio 2023 | 573 000        | 4,70%   | [ 143 ] |
| 3       | 19 luglio 2023 | 617 000        | 5,40%   | [ 144 ] |
| 4       | 26 luglio 2023 | 826 000        | 7,10%   | [ 145 ] |
| 5       | 2 agosto 2023  | 623 000        | 5,29%   | [ 146 ] |
| 6       | 9 agosto 2023  | 595 000        | 5,09%   | [ 147 ] |
| 7       | 16 agosto 2023 | 531 000        | 4,73%   | [ 148 ] |
| 8       | 23 agosto 2023 | 572 000        | 4,72%   | [ 149 ] |

Programmazione
| Edizione | Rete televisiva | Anno | Stagione | Programmazione | Programmazione | Programmazione | Programmazione | Programmazione | Programmazione | Programmazione | Collocazione |
| Edizione | Rete televisiva | Anno | Stagione | L              | M              | M              | G              | V              | S              | D              | Collocazione |
| -------- | --------------- | ---- | -------- | -------------- | -------------- | -------------- | -------------- | -------------- | -------------- | -------------- | ------------ |
| 1ª       | Italia 1        | 2023 | estate   |                |                |                |                |                |                |                | prima serata |

## Merchandising
Dal 22 ottobre 2018 al programma è abbinata la rivista mensile Freedom Magazine.
Dal 3 agosto 2022 sono acquistabili gadget con il logo del programma.